# Fußball-Bundesliga 2013-2014 (Austria)
La 'Fußball-Bundesliga 2013-2014 (chiamata ufficialmente tipp-3 Bundesliga powered by T-Mobile per motivi di sponsorizzazione) è stata la 102ª edizione del campionato di calcio austriaco.
La stagione è iniziata il 20 luglio 2013 ed è terminata il 12 maggio 2014 (con una pausa invernale dal 18 dicembre 2013 all'8 febbraio 2014). Il Salzburg ha vinto il titolo per l'ottava volta nella sua storia.

## Stagione

### Novità
Prima stagione in assoluto per il Grödig in massima divisione. La formazione del Salisburghese ha vinto il torneo di Erste Liga e ha disputato le partite casalinghe presso l'Untersberg Arena, malgrado l'iniziale opposizione della lega, che riteneva l'impianto troppo piccolo per la Bundesliga. L'alternativa, quella di giocare al Wals-Siezenheim, non sarebbe stata percorribile a causa della promozione del Liefering in Erste Liga.
Retrocesso per la prima volta (stagione 2002-2003) dall'approdo in Bundesliga il Mattersburg.

### Formula
Il campionato prevede un girone all'italiana con doppie partite d'andata e ritorno, per un totale di 36 giornate. Le 10 squadre partecipanti incontrano le avversarie 4 volte, 2 in casa e 2 in trasferta.
Al termine della stagione, la squadra 1ª classificata ottiene la qualificazione all'edizione successiva della Champions League, mentre la 2ª, la 3ª e la 4ª classificata si qualificano per l'Europa League. La 10ª ed ultima classificata retrocede in Erste Liga.

### Avvenimenti
Il campionato ha preso il via il 20 luglio 2013 con le partite della 1ª giornata. L'Austria Vienna, campione in carica, ha ospitato l'Admira Wacker Mödling del neo allenatore Toni Polster vincendo per 2-0. Il Salisburgo, vincendo 5-1 a Wiener Neustadt, ha conquistato la vetta della classifica.
Finiscono in parità le altre tre partite: il Rapid Vienna si fa raggiungere sul 2-2 a Wolfsberg dai padroni di casa, che non hanno mai perso in 5 confronti di Bundesliga contro i bianco-verdi; finisce 2-2 anche il posticipo di domenica 21 luglio tra Sturm Graz e Wacker Innsbruck. Il neopromosso Grödig, all'esordio assoluto in Bundesliga, impatta 0-0 contro il Ried all'Untersberg Arena.
Nella seconda giornata, il Salisburgo affronta l'Austria Vienna e vince per 5-1 la sfida fra le prime due classificate della stagione precedente; la squadra della Red Bull resta a punteggio pieno ed è l'unica della Bundesliga, dopo appena 180 minuti. Il Rapid supera a domicilio il Wiener Neustadt per 4-0, grazie alle doppiette di Burgstaller e Boyd mentre il Ried ha la meglio sul Wolfsberger (1-0). Il Wacker Innsbruck espugna Maria Enzersdorf battendo l'Admira 2-1. Il posticipo domenicale è fra lo Sturm Graz, eliminato in settimana dall'Europa League ed il Grödig neopromosso, all'esordio in trasferta nella massima divisione. Gli ospiti salisburghesi si impongono per 2-0 con doppietta di Philipp Zulechner. Nell'anticipo delle 16:30 della 3ª giornata, il Wiener Neustadt conquista la prima vittoria della stagione, superando in rimonta il Wolfsberger per 2-1. Nelle partite delle 19, primo stop per il Salisburgo, fermato sull'1-1 a Innsbruck contro il Wacker e pareggio anche per l'Austria Vienna, che passa dal 3-1 al 3-3 contro il Ried. Netta affermazione del Grödig in casa contro l'Admira Wacker Mödling, che pur essendo passata in vantaggio finisce sconfitta per 7-1, in una partita caratterizzata da tre espulsioni nelle file rosso-nere e 4 rigori, tre dei quali accordati ai padroni di casa. Il Rapid Vienna, vincendo il posticipo domenicale a Graz (4-2), raggiunge Salisburgo e Grödig in vetta alla classifica.
La 4ª giornata si apre sabato 10 agosto. Tre partite si chiudono sul punteggio di 1-1: Wolfsberger-Wacker Innsbruck, Admira-Sturm e Ried-Wiener Neustadt. Si tratta del primo punto stagionale per l'Admira, passata proprio in quel giorno dall'esonerato Polster a Oliver Lederer. Il Salisburgo, pur essendo passato in svantaggio, rimonta e vince 4-1 il "derby" con il Grödig, disputato per la prima volta dal 1972, lasciandosi alle spalle i rivali e riconquistando la testa solitaria della classifica. Nel posticipo di domenica 11 agosto, il primo derby viennese della stagione si conclude sullo 0-0 ed è funestato da alcuni episodi poco gradevoli ai danni del giocatore violette Marko Stanković.
Il 14 ottobre 2013 la Bundesliga infligge all'Admira Wacker Mödling una penalizzazione di 8 punti, per violazione di alcuni paragrafi del regolamento per richiedere la licenza professionistica relativa alla stagione 2013-2014 stessa. La formazione della Bassa Austria si ritrova così a quota zero punti dopo 11 giornate. La penalizzazione viene ridotta a 5 punti con sentenza del 22 gennaio 2014, permettendo all'Admira di scavalcare il Wacker Innsbruck al 9º posto in classifica.

## Squadre partecipanti
| Club             | Città            | Stadio                 | Posizione 2012-2013    | Dettaglio |
| ---------------- | ---------------- | ---------------------- | ---------------------- | --------- |
| Admira Wacker M. | Mödling          | Bundesstadion Südstadt | 9º posto               | 2013-2014 |
| Austria Vienna   | Vienna           | Franz Horr             | Campione d'Austria     | 2013-2014 |
| Grödig           | Grödig           | Untersberg Arena       | 1º posto in Erste Liga | 2013-2014 |
| Rapid Vienna     | Vienna           | Gerhard Hanappi        | 3º posto               | 2013-2014 |
| Ried             | Ried im Innkreis | Keine Sorgen Arena     | 6º posto               | 2013-2014 |
| Salisburgo       | Salisburgo       | Wals-Siezenheim        | 2º posto               | 2013-2014 |
| Sturm Graz       | Graz             | Graz-Liebenau          | 4º posto               | 2013-2014 |
| Wacker Innsbruck | Innsbruck        | Tivoli-Neu             | 8º posto               | 2013-2014 |
| Wiener Neustadt  | Wiener Neustadt  | Wr. Neustädter         | 7º posto               | 2013-2014 |
| Wolfsberger      | Wolfsberg        | Lavanttal Arena        | 5º posto               | 2013-2014 |

## Allenatori
Quattro squadre di Bundesliga operano un cambio in panchina. L'Austria Vienna, campione in carica, dopo aver lasciato partire Stöger per il Colonia ingaggia Bjelica, proveniente dal Wolfsberger con cui ha conquistato, in due stagioni, la promozione in Bundesliga ed un 5º posto. Lo Sturm Graz mette sotto contratto lo sloveno Milanič, proveniente dal Maribor, dove aveva vinto 4 campionati e 3 coppe nazionali. Per sostituire Bjelica, il Wolfsberger punta sul connazionale Grubor. Infine, l'Admira Wacker Mödling annuncia Polster, reduce da un'esperienza di due anni al Wiener Viktoria, come nuovo allenatore.
L'altra squadra della capitale, il Rapid, conferma alla guida tecnica Barišić, che aveva sostituito Schöttel nel finale della stagione 2012-2013. Anche il Ried conferma il subentrato Angerschmid, così come fa il Wacker Innsbruck con Kirchler. Il neopromosso Grödig e Hütter continuano il loro rapporto e anche Pfeifenberger rimane alla guida del Wiener Neustadt. Il Salisburgo continua ad affidarsi al tedesco Schmidt.
L'Admira Wacker Mödling è la prima squadra a cambiare allenatore a campionato in corso. Polster viene esonerato dopo tre sconfitte nelle prime tre partite e, al suo posto, l'incarico viene assunto ad interim da Oliver Lederer, che conquista il primo punto contro lo Sturm Graz. Il 2 settembre 2013 anche il Wolfsberger, dopo una serie negativa, solleva dall'incarico Grubor, assumendo al suo posto Dietmar Kühbauer.

### Tabella riassuntiva
| Club             | Allenatore          | In carica da    |
| ---------------- | ------------------- | --------------- |
| Admira Wacker M. | Toni Polster        | 17 giugno 2013  |
| Austria Vienna   | Nenad Bjelica       | 17 giugno 2013  |
| Grödig           | Adolf Hütter        | 1º giugno 2012  |
| Rapid Vienna     | Zoran Barišić       | 16 aprile 2013  |
| Ried             | Michael Angerschmid | 9 dicembre 2012 |
| Salisburgo       | Roger Schmidt       | 1º luglio 2012  |
| Sturm Graz       | Darko Milanič       | 4 giugno 2013   |
| Wacker Innsbruck | Roland Kirchler     | 14 ottobre 2012 |
| Wiener Neustadt  | Heimo Pfeifenberger | 30 maggio 2012  |
| Wolfsberger      | Slobodan Grubor     | 17 giugno 2013  |

### Allenatori esonerati, dimessi e subentrati
- Admira Wacker M.: esonerato Toni Polster (il 10 agosto 2013) - subentrato ad interim Oliver Lederer[25]
- Wolfsberger: esonerato Slobodan Grubor (il 2 settembre 2013) - subentrato Dietmar Kühbauer[26]

## Classifica
|                    | Pos. | Squadra          | Pt | G  | V  | N  | P  | GF  | GS | DR  |
| ------------------ | ---- | ---------------- | -- | -- | -- | -- | -- | --- | -- | --- |
| Austria (bandiera) | 1.   | Salisburgo       | 80 | 36 | 25 | 5  | 6  | 110 | 35 | +75 |
|                    | 2.   | Rapid Vienna     | 62 | 36 | 17 | 11 | 8  | 63  | 40 | +23 |
|                    | 3.   | Grödig           | 54 | 36 | 15 | 9  | 12 | 68  | 71 | -3  |
|                    | 4.   | Austria Vienna   | 53 | 36 | 14 | 11 | 11 | 58  | 44 | +13 |
|                    | 5.   | Sturm Graz       | 48 | 36 | 13 | 9  | 14 | 55  | 55 | 0   |
|                    | 6.   | Ried             | 43 | 36 | 10 | 13 | 13 | 55  | 66 | -11 |
|                    | 7.   | Wolfsberger      | 41 | 36 | 11 | 8  | 17 | 50  | 63 | -13 |
|                    | 8.   | Wiener Neustadt  | 39 | 36 | 10 | 9  | 17 | 43  | 84 | -41 |
|                    | 9.   | Admira Wacker M. | 37 | 36 | 11 | 9  | 16 | 51  | 67 | -16 |
|                    | 10.  | Wacker Innsbruck | 29 | 36 | 5  | 14 | 17 | 42  | 70 | -28 |

Legenda:

      Campione d'Austria e ammessa alla UEFA Champions League 2014-2015
      Ammesse alla UEFA Europa League 2014-2015
      Retrocesse in Erste Liga 2014-2015
Note:

Tre punti a vittoria, uno a pareggio, zero a sconfitta.
In caso di arrivo di due o più squadre a pari punti, la graduatoria verrà stilata secondo la classifica avulsa tra le squadre interessate che prevede, in ordine, i seguenti criteri:
- Punti negli scontri diretti
- Differenza reti negli scontri diretti
- Differenza reti generale
- Reti realizzate in generale
- Sorteggio

## Verdetti
- Campione:  Salisburgo
- In UEFA Champions League 2014-2015:  Salisburgo
- In UEFA Europa League 2014-2015:  Grödig e  Rapid Vienna
- Retrocessa in Erste Liga:  Wacker Innsbruck

## Risultati
|                  | Adm     | AVi     | Grö     | RVi     | Rie     | Sal     | StG     | WIn     | WNe     | Wol     |
| ---------------- | ------- | ------- | ------- | ------- | ------- | ------- | ------- | ------- | ------- | ------- |
| Admira Wacker    | ––––    | 1-0 0-1 | 0-4 4-0 | 2-0 2-1 | 1-4 2-2 | 3-1 2-3 | 1-1     | 1-2 3-0 | 0-3 3-0 | 3-0 1-0 |
| Austria Vienna   | 2-0 2-2 | ––––    | 2-3 2-0 | 0-1     | 3-3 1-1 | 1-2 3-0 | 3-2 1-2 | 1-1 2-1 | 5-0 1-1 | 1-0 3-1 |
| Grödig           | 7-1 2-1 | 1-0 2-1 | ––––    | 2-2     | 0-0 3-0 | 0-3 1-3 | 0-1 0-6 | 3-3 1-1 | 3-6 1-2 | 4-3 3-0 |
| Rapid Vienna     | 4-2 0-0 | 0-0 3-1 | 0-1 0-0 | ––––    | 2-0 1-0 | 2-1     | 2-2 2-0 | 3-0 2-0 | 4-0 0-0 | 2-4 3-0 |
| Ried             | 2-2 3-0 | 1-1 2-2 | 4-2 1-4 | 2-0 2-5 | ––––    | 0-5 1-3 | 3-0 2-2 | 4-0 1-2 | 1-1 2-1 | 1-0 1-3 |
| Salisburgo       | 1-0 6-1 | 5-1 4-0 | 4-1 6-0 | 1-1 6-3 | 4-0     | ––––    | 1-0 1-2 | 6-0 0-0 | 8-1 5-0 | 2-2 5-0 |
| Sturm Graz       | 0-2 1-1 | 1-2 1-1 | 0-2 2-2 | 2-4 2-0 | 2-0 2-1 | 1-1 1-4 | ––––    | 1-0 3-1 | 2-3 1-2 | 4-1 1-4 |
| Wacker Innsbruck | 3-3 0-0 | 0-5 1-1 | 5-3 3-3 | 0-4 1-1 | 2-3 1-1 | 1-1 0-1 | 2-2 0-1 | ––––    | 4-0 3-1 | 1-2 0-1 |
| Wiener Neustadt  | 1-0 5-2 | 0-3 0-2 | 0-2 1-3 | 0-0 0-3 | 3-3 1-1 | 1-5     | 1-3 2-1 | 1-1 1-0 | ––––    | 2-1 1-1 |
| Wolfsberger      | 3-1 2-3 | 1-4 0-0 | 1-1 1-2 | 2-2 2-1 | 1-1 0-2 | 1-2 2-0 | 2-1 0-1 | 1-1 3-2 | 1-1 4-0 | ––––    |

## Statistiche

### Individuali

#### Classifica marcatori
| Gol |  |  | Giocatore         | Squadra          |
| --- |  |  | ----------------- | ---------------- |
| 31  |  |  | Jonathan Soriano  | Salisburgo       |
| 26  |  |  | Alan              | Salisburgo       |
| 15  |  |  | René Gartler      | Ried             |
| 15  |  |  | Terrence Boyd     | Rapid Vienna     |
| 15  |  |  | Philipp Zulechner | Grödig           |
| 14  |  |  | Philipp Hosiner   | Austria Vienna   |
| 13  |  |  | Sadio Mané        | Salisburgo       |
| 13  |  |  | Lukas Hinterseer  | Wacker Innsbruck |
| 11  |  |  | Guido Burgstaller | Rapid Vienna     |
| 11  |  |  | Michael Liendl    | Wolfsberger      |
| 11  |  |  | René Schicker     | Admira Wacker M. |
| 10  |  |  | Daniel Beichler   | Sturm Graz       |
| 10  |  |  | Robert Berič      | Sturm Graz       |
| 10  |  |  | Thomas Pichlmann  | Wiener Neustadt  |
| 10  |  |  | Robert Žulj       | Ried             |

#### Record
- Capocannoniere: Jonathan Soriano (31 gol)
- Maggior numero di gol in una partita: Alan (4 in Salisburgo-Wiener Neustadt 8-1, 29 settembre 2013)
- Gol più veloce: Manuel Kerhe (33 secondi[11] in Wiener Neustadt-Wolfsberger 2-1, 3 agosto 2013)

### Arbitri
Di seguito è indicata, in ordine alfabetico, la lista degli arbitri che prendono parte alla Bundesliga 2013-2014. Tra parentesi è riportato il numero di incontri diretti.
- Christian Dintar (3)
- Oliver Drachta (4)
- René Eisner (4)
- Gerhard Grobelnik (5)
- Markus Hameter (3)
- Alexander Harkam (5)
- Andreas Kolleger (3)

- Harald Lechner (6)
- Dieter Muckenhammer (3)
- Dominik Ouschan (6)
- Fedayi San (1)
- Robert Schörgenhofer (6)
- Manuel Schüttengruber (6)

### Partite
- Più gol (9): 3 partite
- Maggiore scarto di gol (+ 7):  Salisburgo- Wiener Neustadt 8-1
- Maggior numero di reti in una giornata (25): 3ª giornata
- Minor numero di reti in una giornata (11): 4ª giornata
- Più rigori concessi (4): 3ª giornata
- Più cartellini (23): 3ª giornata